# Dia (Mali)
Dia és una ciutat de Mali capital de la comuna (municipi) de Diaka al cercle de Ténenkou, regió de Mopti. Està habitada pels bozos. El municipi tenia 19.763 habitants al cens del 2009.
És una població antiga sorgida entre el segle iii i VI aC. Fou un centre comercial. Més tard fou una de les primeres poblacions a adoptar el islam segons s'ha sabut per les prospeccions arqueològiques (1998-2003). El govern va decretar que Dia era la ciutat més antiga de Mali. Al segle xiii era una vila de marabuts. Després de la fundació de Walata era la parada obligatòria de les caravanes que anaven d'aquesta ciutat a Niani, capital de l'Imperi de Mali. L'altra població islamitzada molt aviat fou Mima entre els llacs Faguibine i Debo que des de 1433 va passar a mans dels tuaregs. Dia fou eclipsada per Tombouctou i Djenné, però igual que Mima va restar un dels focus de l'islam 
Sota al-Hadjdj Umar es va instal·lar un almamy que pertanyia a la família Koreissy o Koreich. Aleshores la ciutat tenia uns 1500 habitants. L'almamy va restar lleial a Ahmadu de Ségou fins al final. Només després de la conquesta francesa de Bandiagara el 1893 es va sotmetre sota amenaces d'Archinard.